# Leanne Mitchell
Leanne Sian Mitchell (Lowestoft, 14 de dezembro de 1983) é uma cantora e compositora britânica, como parte do time de Tom Jones. Ganhou notoriedade após vencer a primeira temporada do reality-show The Voice UK, exibido pela BBC One. Em decorrência de sua participação no programa, assinou um contrato com a Decca Records, pela qual divulgou seu disco de estreia, Leanne Mitchell (2013). Apesar de não ser recebido com o desempenho comercial esperado, uma de suas faixas de trabalho, "Run to You", chegou ao quadragésimo segundo lugar na UK Singles Chart — principal parada de sucesso do Reino Unido.